# Лазо Константинов
Лазар (Лазо) Константинов е български революционер, деец на Вътрешната македоно-одринска революционна организация.

## Биография
Роден е в гумендженското село Баровица, тогава в Османската империя, днес Кастанери, Гърция. Влиза във ВМОРО. В 1905 година става войвода на чета в Гевгелийско. По-късно води чета в Ениджевардарско.